# Höheres Kommando B
Het Duitse Höheres Kommando B (Nederlands: Hoger Korps Commando B) was een soort Duits Legerkorps van de Wehrmacht tijdens de Tweede Wereldoorlog. 

## Krijgsgeschiedenis

### Oprichting
Het Höheres Kommando B werd opgericht in februari 1945 door het omdopen van de Höheres Kommando Eifel.

## Bovenliggende bevelslagen
| Leger | Legergroep | Plaats/regio | Begin         | Eind              |
| ----- | ---------- | ------------ | ------------- | ----------------- |
|       | ??         | Eifel, Ruhr  | februari 1945 | 16 april 1945 (?) |

## Commandanten
| Rang                   | Naam         | Begin         | Eind              |
| ---------------------- | ------------ | ------------- | ----------------- |
| General der Artillerie | Herbert Loch | februari 1945 | 16 april 1945 (?) |

General Loch werd op 16 april 1945 krijgsgevangen gemaakt in de Ruhr-pocket door de 99e Amerikaanse Infanteriedivisie bij Sundwig.